# E Garnison
E Garnison (« en garnison ») est un chant traditionnel breton interprété sur l'air d'une danse plinn. Il est chanté sous forme de kan ha diskan, une sorte de chant à répondre typique du Centre Bretagne. Le texte évoque une histoire d'adultère d'une femme avec un meunier durant la garnison du mari à Paris. 
Connue également sous le titre « Ar miliner », la chanson est popularisée par les sœurs Goadec dans les années 1970. Le chanteur Breton Denez Prigent l'interprète également a cappella, en solo ou en compagnie de Louise Ebrel, fille d'Eugénie Goadec, puis en compagnie de musiciens, enregistrée sur son quatrième album studio Sarac'h, paru en 2003.  

## Contexte
Des paroles quasi similaires sont chantées sous différents titres : E garnizon Lannuon, Garnizon Lannuon, Garnizon lañluroñ, Na seitek deiz ha triwec'h miz... En évoquant la « garnison de Lannion », la ritournelle ferait allusion aux incidents qui eurent lieu avec les régiments de cette garnison entre 1790 et 1792, après le déclenchement de la Révolution.
Le thème du meunier paraît être récurrent dans la tradition orale bretonne car de nombreuses versions présentent des histoires proches : Son ar miliner  (« la chanson du meunier »), Ar miliner laer (« le meunier voleur »), En hoant diméein (« l’envie de se marier »), Er haill meliner (« le fripon de meunier »)... Ces chants sont à rapprocher de La meunière de Pontaro, un texte collecté et publié dans le célèbre recueil de chants bretons Barzaz Breiz (1845).

## Texte et musique
| E garnizon Lannuon | Traduction |
| --- | --- |
| Seitek devezh ha triwec'h miz Oa aet an Aotrou da b/Paris A-benn pa zistroio d'ar gêr 'Vo chañchamant 'barzh ar maner "Chañchamant zo er maner-mañ Ha ma Intron, pelec'h emañ ? - 'Mañ 'us e kambr an uhellañ 'Tommañ he mab an terriplañ Ur paotr bihan glas e lagad Ne oar ket piv ez eo e dad E dad ne oar ket piv ez eo M'hen dar' ar miliner e ve" « Diboñjour dit 'ta miliner Me zo deut da glask da gomper - O ! da gomper me na yin ket Kar ma milin zo war he boued Kar ma milin zo war he bord Hag aon am eus e vefe tort - O ! artizaned zo er vro Ma vefe tort-int a renko Ma ouie mat 'ta miliner Ne ve'z ket bet tad ha komper » | Dix-huit mois et dix-sept jours qu'est allé le maître à Paris Et quand il reviendra chez lui il y aura des changements au manoir Il y a des changements dans ce manoir Et mon épouse où est-elle ? - Là-bas dans la chambre du haut, réchauffant son plus terrible fils Un petit garçon aux yeux bleus il ne connait pas son père Qui est son père personne ne sait à moins que ce ne soit le meunier « Bonjour à toi, meunier, je viens te demander comme parrain. - Être parrain je ne serais pas car mon moulin a besoin de moi. Car mon moulin est sur son "bord" et j'ai peur qu'il soit bossu. - Oh ! Il y a des artisans dans le pays S'il devait être bossu Je savais bien, meunier, que tu ne serais père et parrain. » |

Le maître d'un manoir est parti dix-huit mois et dix-sept jours à Paris. De retour chez lui, il demande où est sa femme ; « elle est dans la chambre, en train de réchauffer le petit dernier ». Personne ne sait qui est le père. On dit que c'est le meunier ; le mari va le trouver, et lui demande d'être le parrain. Le meunier se défile, prétextant qu'il doit s'occuper de son moulin. Le gentilhomme conclut qu'on ne peut pas être à la fois le père et le parrain !
Les paroles sont chantées sur l'air d'une danse plinn. Le chant en kan ha diskan (« chant et contre-chant ») reprend des caractéristiques prégnantes de la musique bretonne, à savoir sa gamme non tempérée, qui peut varier par quarts de ton, et une liberté d'interprétation par l'arythmie de chants (phrasés, accents toniques...). Cette liberté d'interprétation amène à des parallèles avec des genres comme le rap ou le rock.

## Interprétations et reprises
L'association Dastum, qui collecte le patrimoine oral chanté, dispose d'enregistrements réalisés, dès les années 1960, par Donatien Laurent, Yann Le Meur, Yann-Fañch Kemener, Manu Kerjean, Jean-Claude Talec, Marthe Vassallo ou encore Claudine Mazéas qui a enregistré la version de Marie-Josèphe Bertrand.
Les trois Sœurs Goadec, connues du grand public dans les années 1970, ont popularisé cette chanson qui était à leur répertoire. Leur interprétation de E Garnison est notamment enregistrée lors de leur passage sur la scène parisienne de Bobino en 1973.
En 1991, Louise Ebrel, fille d'Eugénie Goadec, rencontre le jeune Denez Prigent et très vite, ils chantent ensemble ce plinn qu'ils ont dans leur répertoire commun ; Denez Prigent l'interprète en tant que meneur (kaner), et sa commère de fest-noz Louise Ebrel lui donne la réplique (diskaner). Denez habille le chant d'instruments divers (bombarde subois, biniou, whistle, violon, percussions, guitare) dans sa version enregistrée sur l'album Sarac'h en 2003.
Dans les années 1990, Tristan Nihouarn entend l'air de la chanson détourné par des étudiants brestois qui inventent des paroles pour chanter en fin de soirée dans un bar. Quand il forme le groupe Matmatah, la chanson Les Moutons est chantée a cappella en rappel et connaît le succès grâce à sa présence en deuxième titre du single Lambé An Dro puis sur l'album La Ouache.
Au XXIe siècle, ce chant continue de faire danser, en fest-noz, interprété par exemple par Annie Ebrel, Nolùen Le Buhé, Marthe Vassallo, voire écouté en concert, par exemple par Gwendal Moele devant un public anglais.

## Éditions
- Eugénie Goadec et Louise Ebrel : Gwriziou : chants à danser et mélodies de Bretagne (CD Coop Breizh 1995)

12. Garnizon Lannuon – 2:37
- Sœurs Goadec : Enregistrement public (réédition CD Le Chant Du Monde 1997)

7. Plinn – 3:33
- Denez Prigent : Sarac'h (CD Barclay 2003)

2. E garnison ! – 4:53
- Denez : Best-of (Barclay 2011)

3. E Garnison – 4:53
- Fistoulig : Live at Miller's (2014)

9. E Garnison – 9:13
- Denez : A-unvan gant ar stered (DVD Coop Breizh 2016)

7. E garnison ! – 5:53